# Festival Atenas Rock
Festival Atenas Rock se celebra en la ciudad de Matanzas, Cuba. Se funda en el año 2000 patrocinado por La Asociación Hermanos Saíz (AHS). Con una duración de 3 días incluye diversos eventos; reuniendo a las mejores bandas de rock cubano.

## Historia
El Festival Atenas Rock se realiza en Matanzas desde el año 2000 y ha reunido a las mejores bandas de rock del país y algunas bandas extranjeras como Pim Pam pum y A Palo Seco. Ha tenido diferentes escenarios tales como el Ateneo Deportivo, hoy en ruinas, la Palza XIV Festival, Centro Recreativo Brisas y la Plaza del Viaducto, pero el mejor y más estable ha sido el Campismo Canímar Arriba donde se celebra desde 2010. Dedicado siempre a Woodstock, al amor, la tolerancia y la naturaleza. Es organizado por la AHS de Matanzas con el apoyo incondicional de la Agencia Cubana de Rock, cultura provincial y otras dependencias del estado.Dentro de las actividades principales que se presentan al público se encuentran las exposiciones de tatuajes, exposiciones de arte contemporáneo, paneles, debates, conferencias, venta de fanzines, pulóver y CD promocionales.
Este año se celebra la XIV edición en Canímar Arriba del 13 al 15 de junio. están invitadas las bandas Zeus, The Shepal, Switch, Combat Noise, Darkness fall, The one who bleeds, Rice and Beans, Blood Heresy, Unlitgh Domain, Kaos, Limalla
Rice and Beans veteranos del rock joven
La banda matancera con su nueva alineación demuestra que hay cosas que nunca serán mañas. El sonido cerrado, fuerte y certero de esta agrupación la mantiene como una de las cinco mejores bandas de rock de Cuba. Su concierto en este evnto fue uno de los más aplaudidos, no queda duda; Rice and Beans tiene mucho camino por delante aún.